# Jozef ben Kamei
Jozef ben Kamei was hogepriester in de Joodse tempel in Jeruzalem van 44-46 na Chr.
Jozef was de opvolger van Aljoneüs ben Cantheras. Hij had zijn opvolging te danken aan het feit dat Herodes van Chalkis direct gebruik wilde maken van de bevoegdheid die hij na de dood van Herodes Agrippa I van keizer Claudius had gekregen om de hogepriester in Jeruzalem te benoemen. De reden dat de keuze op Jozef viel, hing er wellicht mee samen dat hij uit een niet erg invloedrijke familie kwam. Vermoedelijk was Herodes van Chalkis bang dat als hij een hogepriester zou benoemen die uit een aristocratische familie met veel aanzien stamde, hij zelf geen controle meer kon uitoefenen op het reilen en zeilen in de tempel. Na twee jaar werd Jozef uit zijn ambt ontheven en opgevolgd door Ananias ben Nebedeüs, die eveneens afkomstig was uit een onbekende familie.